# アカモンガラ
アカモンガラ (赤紋殻、学名：Odonus niger) はモンガラカワハギ科アカモンガラ属に分類される魚。アカモンガラ属は本種のみで構成され、一属一種の分類群である。

## 概要
体色は深い紫色で、頭部に青緑色の模様があり、鰭は明るい水色で縁取られている。 他のモンガラカワハギ科の魚と同様、尾鰭は上下端が伸長し、湾曲した形状になっている。アカモンガラは上顎に2本の赤く鋭い歯をもち、これは口を閉じていても見える。アカモンガラの「アカ」は、この歯の色にちなむ。英名は Redtoothed triggerfish であり、これを訳してアカハモンガラという和名が与えられたが、記載時の手違いで「ハ」が抜けてしまい、アカモンガラになったという説がある。
モンガラカワハギ類の中ではおとなしい種類であるが、成長するとともに気が荒くなり、うなり声のような音を出すこともある。気分や餌、水質に応じて体色を紫から青、さらに青みがかった緑色に変えることができる。
胸鰭は非常に小さく、姿勢のコントロールは主に背鰭と臀鰭で行う。アカモンガラは背鰭と臀鰭を巧みに操り、プロペラを思わせる特徴的な鰭の動きで機敏に泳ぐ。
- クロモンガラ Melichthys vidua

ソロイモンガラ属であり、アカモンガラとは別種。岩手以南、琉球列島に生息し、全長は40センチメートル。
体は全体に黒い。第2背鰭と臀鰭は透明に近く、回りが黒く縁取られている。尾鰭基部は白いが、後半は赤くなっている。
また、猛毒のパリトキシンが外国で検出されている。

## 行動および食餌
アカモンガラはサンゴ礁の水路や長い斜面で水流が強い場所を好み、吹き流されないよう岩同士の隙間や岩の割れ目に身を隠す。また、沿岸部の水深9-30メートル程度の浅場にもよく現れる。アカモンガラはプランクトンを主食とし、群れを作って流されてきた動物プランクトンを食べたり、カイメン類を食べたりする。その他、オキアミや貝、イカ、ウニ、小魚なども食べる。

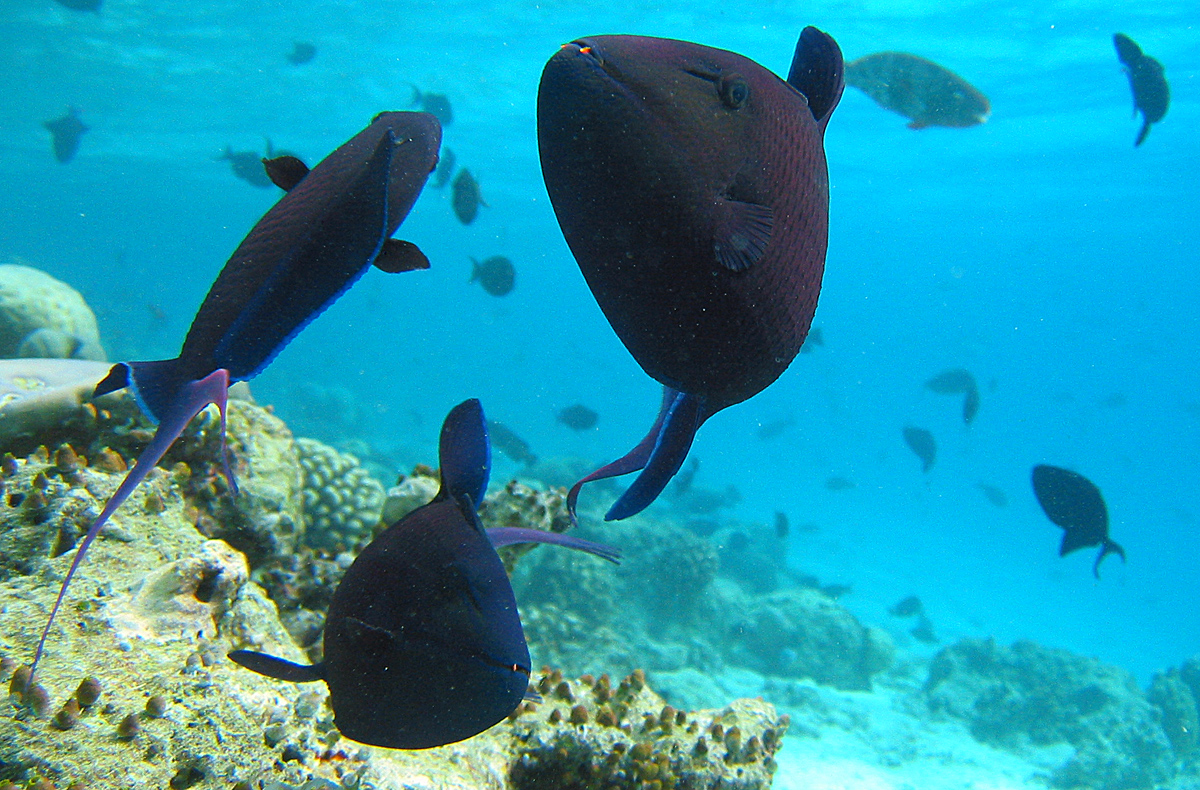
プランクトンを食べるアカモンガラの群れ
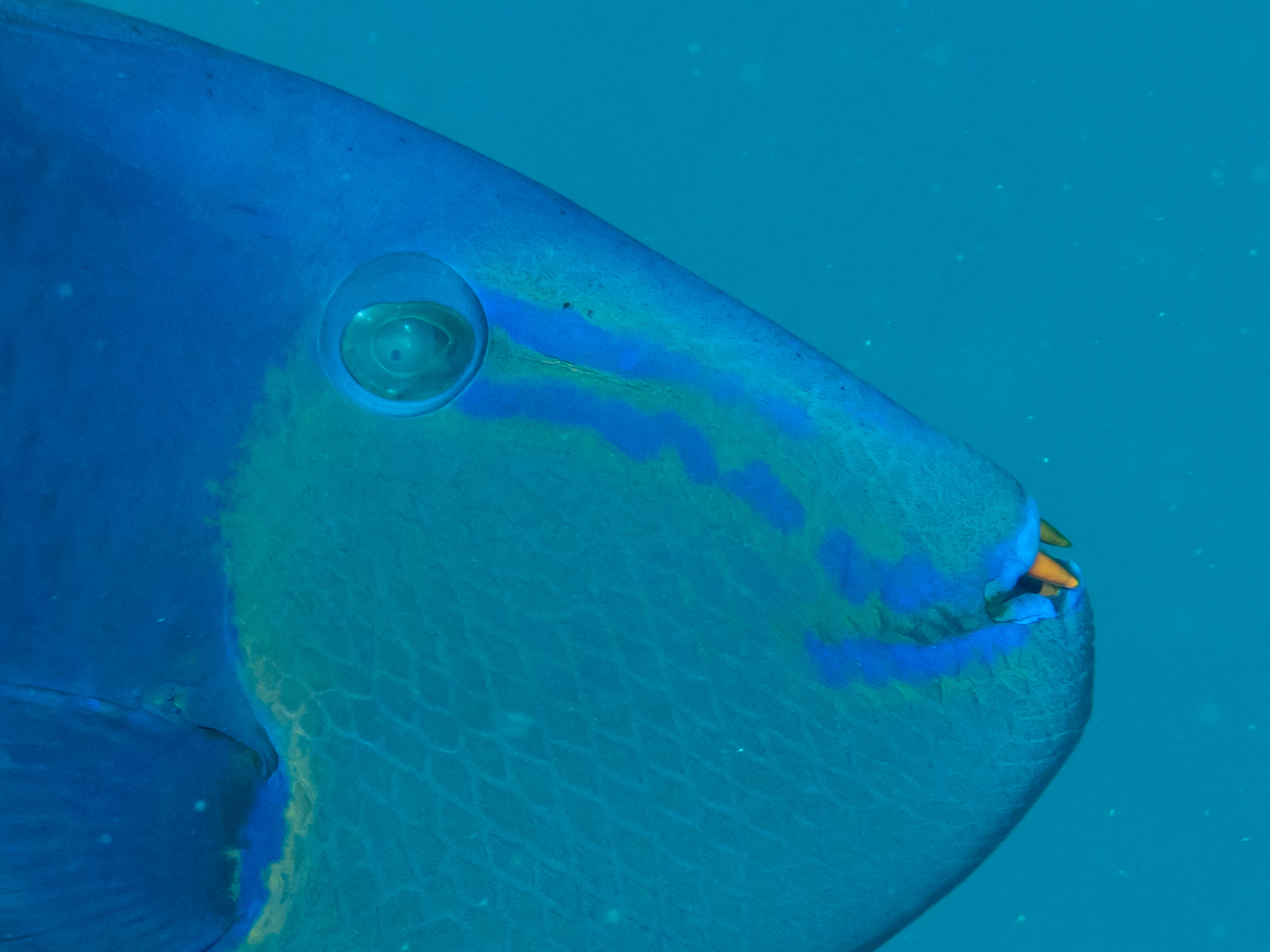
本種の特徴であるよく目立つ赤い歯

## 分布
紅海およびインド太平洋地域の西はアフリカ東海岸から東はマルケサス諸島およびソシエテ諸島まで、北は日本南部から南はオーストラリアのグレート・バリア・リーフまで、極めて広範囲に分布する。

## 繁殖
アカモンガラははっきりとしたペアを作って繁殖行動をし、オスがそのテリトリーの中に作った巣に産卵する。卵の世話をするのはメスだが、オスも卵が孵化するまで巣の周囲で外敵を警戒する。飼育下での繁殖はほぼ不可能である。

## アクアリウム
ペットショップでは通常は小型の幼魚が売られているが、成魚の体長が50センチメートルにも達する大型種であることに注意が必要である。他のモンガラカワハギ類と違って、本種は管理が適切なら水槽内でも短期間で成魚にまで成長するので、それに見合った大きさ（300-400リットルかそれ以上）の水槽を用意しなければならない。一方、モンガラカワハギ類の中ではおとなしく、複数匹を一緒に飼育したり、タンクメイトとうまく共存させることもできる。水槽内でも餌を選り好みせずよく食べ、口に入るサイズであれば動物性の冷凍餌や乾燥餌、ペレットなどたいていのものによく餌付く。ただし、モンガラカワハギ類であることには変わりはないので歯が鋭いうえに咬む力も強く、うかつに水槽内に手を入れると咬まれて出血することもあるため注意が必要である。